# Vicedominus
Vicedominus (niem. Vitztum, Viztum, Vitztamt lub Vizedom ale również Victum lub Vicedom) – urząd zarządcy, zastępcy lub namiestnika suwerena, pierwotnie prokurator dóbr biskupich. Urząd został prawdopodobnie powołany przez wycofującego się z udziału w obradach kanoników biskupa dla jego zastępcy. Z biegiem czasu przekształcił się w samodzielnego urzędnika, którego głównymi zadaniami było zarządzanie finansami i wykonywanie funkcji sądowniczych. Na terenach południowych i środkowych Niemiec urząd Vitztuma przemianowano na Oberamtmann, we Francji na Vidam.
W języku polskim spotyka się określenie Witztum.